# The Red in the Sky Is Ours
The Red in the Sky Is Ours är det svenska death metal-bandet At the Gates debutalbum utgivet 27 juli 1992 på Deaf Records och producerat av bandet självt. Gästmusiker på albumet är violinisten Jesper Jarold. 
Skivan har återutgivits flera gånger, första gången 1993 som ett dubbelalbum tillsammans med With Fear I Kiss the Burning Darkness . Bonusspår var då låten City of Screaming Statues. På den japanska utgåvan tillkom dessutom de två livespåren All Life Ends och Kingdom Gone. På 2001 års utgåva listas felaktigt Tony Andersson på omslaget som basist, även på bilden ov anför finns han med. I den medföljande bookleten anges dock korrekt att det är Jonas Björler som sköter basspelet. På 2003 års digipackutgåva ingår de 10 spåren från den ordinarie CD-utgåvan, de två japanska bonusspåren samt en demoversion av "Ever-Opening Flower".

## Låtlista
1. "The Red in the Sky Is Ours/The Season to Come" – 4:41 (Björler / Lindberg) / (Traditional)
2. "Kingdom Gone" – 4:40 (Björler / Svensson / Lindberg)
3. "Through Gardens of Grief" – 4:02 (Svensson / Björler / Lindberg)
4. "Within" – 6:54 (Svensson / Björler / Lindberg)
5. "Windows" – 3:53 (Björler / Lindberg)
6. "Claws of Laughter Dead" – 4:02 (Svensson / Björler / Lindberg)
7. "Neverwhere" – 5:41 (Svensson / Lindberg)
8. "The Scar" – 2:00 (Björler / Lindberg)
9. "Night Comes, Blood-Black" – 5:16 (Svensson / Björler / Lindberg)
10. "City of Screaming Statues" – 4:37 (Svensson / Björler / Lindberg)

Bonusspår på återutgåvan 2003:
1. "All Life Ends (live)" - även på den japanska utgåvan
2. "Kingdom Gone (live)" - även på den japanska utgåvan
3. "Ever-Opening Flower (demo)"

## Medverkande
- Anders Björler - gitarr
- Jonas Björler - bas
- Adrian Erlandsson - trummor
- Alf Svensson - gitarr
- Tomas Lindberg - sång

### Gästmusiker
- Jesper Jarold - fiol

### Foto
- Göran Björler - omslag, fram- och baksida

- Lisa Hillström (fd Haggren) - live foton